# ハインリヒ・ラスペ (テューリンゲン方伯)
ハインリヒ・ラスペ（Heinrich Raspe, 1204年 - 1247年2月16日）は、テューリンゲン方伯（在位：1241年 - 1247年、1227年から甥ヘルマン2世の後見人を務めていた）、ローマ王コンラート4世の対立王（在位：1246年 - 1247年）。父はテューリンゲン方伯ヘルマン1世、母はバイエルン公オットー1世の娘ゾフィア。ルートヴィヒ4世の弟、コンラートの兄。
「ハインリヒ・ラスペ」という名前は、テューリンゲンの君主一族であったルードヴィング家にしばしば現れる名前ではあるが、ほとんどは君主の弟に付けられる名前であり、本稿の人物ほどの重要人物は他にいない。但し、学問上は区別のため、この人物をハインリヒ・ラスペ4世と呼ぶ場合もある。

## 生涯

### テューリンゲン方伯時代
1227年に第6回十字軍に向かう途上で亡くなった兄ルートヴィヒ4世の後を継いだ甥のテューリンゲン方伯ヘルマン2世の後見人を務めた。ヘルマン2世の母で後に聖女となるエリーザベト（エルジェーベト）とは不和な関係にあり、後に彼女をヴァルトブルク城から追放した。後の伝説では、ヴァルトブルクからのエリーザベトの追放は彼のせいだとしているが、それは事実であろうと推測されている。方伯夫人（あるいは方伯の母）という地位から降ろされたエリーザベトには、実際に彼女が行ったとおり、「キリストの模倣」以外に進むべき道はなかったのである。
1239年までヘルマン2世の後見人を務めたが、実権はハインリヒが掌握していた。ヘルマン2世は1241年に急死した為、後世の歴史家から毒殺が疑われているが、ハインリヒが甥の毒殺に関わった可能性は低いと考えている。現在遺っている当時の重要な文献の中にそうした言及はなく、ヘルマン2世自身1234年からテューリンゲン方伯として文書を作成しており、叔父との確執を伺わせるものはないことから、疑いはないと考えている。同年、ハインリヒはヨーロッパを襲ったモンゴル人との戦いに参加した。
エリーザベトが1231年にマールブルクで亡くなった後、ハインリヒと弟のコンラートは、寛大な贈り物として、ドイツ騎士団をマールブルクに定住させた。1234年の夏にドイツ騎士団はコンラートの入団を受け入れ、エリーザベトが寄進した聖フランツィスクス＝ホスピスの運営を引き継いだ。コンラートは、教皇グレゴリウス9世によるエリーザベトの列聖実現に向けて努力を続け、1236年5月1日の列聖式には、ハインリヒと並んで神聖ローマ皇帝フリードリヒ2世も出席した。
1242年、ハインリヒはボヘミア王ヴァーツラフ1世と共に、フリードリヒ2世の未成年の息子であるコンラート4世の代理人に任命された。これに対抗しようとする諸侯による戦争への動きを阻止しなければならなかった。一方、1242年までに3度結婚したが、子供は得られなかった為、甥に当たるヴェッティン家のハインリヒ3世（義兄のマイセン辺境伯ディートリヒの息子）をテューリンゲン方伯の後継者として認めるようフリードリヒ2世に働きかけた。

### 対立王に即位
1245年、教皇インノケンティウス4世によるフリードリヒ2世の破門、廃位を承け、ハインリヒ・ラスペがその座に推された（対立王）。マインツ大司教ジークフリート3世・フォン・エップシュタインとケルン大司教コンラート1世・フォン・ホッホシュターデンがこれを支持した。13世紀中葉の格言詩人にして後にマイスタージンガーから「職匠歌」の12人の先師の一人として崇められたラインマル・フォン・ツヴェーターは、フリードリヒ2世擁護の立場から、反対派のラスぺを支持したマインツとケルンの大司教を非難している。ハインリヒは1246年5月2日に少数のドイツ諸侯によってヴュルツブルク近郊のファイツヘーヘハイムで王に選出された。選挙の結果を承けてローマへ向かった事から、彼は既に「rex clericorum」（聖職者の王）との副え名を付けられている。
コンラート4世が王位を放棄することを拒んだ為、ハインリヒの王位は宙に浮いた状態になった。ニッダの戦い（1246年8月5日）でハインリヒはコンラート4世を打ち負かし、2つの宮廷都市フランクフルトとニュルンベルクを奪取した。しかし、1247年の冬にハインリヒはウルムとロイトリンゲンを包囲したが、ロイトリンゲンの小規模な戦闘で怪我をした彼はヴァルトブルクに引き上げ、1247年2月16日にこの地で亡くなった。
アイゼナハ近郊カタリーナ修道院の両親の傍らに葬られた。心臓は、1235年にエリーザベトを讃えて創建されたドミニク会の伝道教会に安置された。

### 死後
ハインリヒ・ラスペが亡くなった事で、ルードヴィング家の男系家系は断絶した。この為、ハインリヒの姪に当たるゾフィー・フォン・ブラバント（ルートヴィヒ4世とエリーザベトの娘で、ブラバント公ハインリヒ2世の妻）が後継者を主張し、マイセン辺境伯ハインリヒ3世、ひいてはヴェッティン家との継承戦争が勃発した。次の対立王にはホラント伯ウィレム2世が擁立され、フリードリヒ2世、コンラート4世父子死後単独の王になったが、1256年にあっけなく戦死、ドイツは大空位時代を迎える事になる。

## 結婚

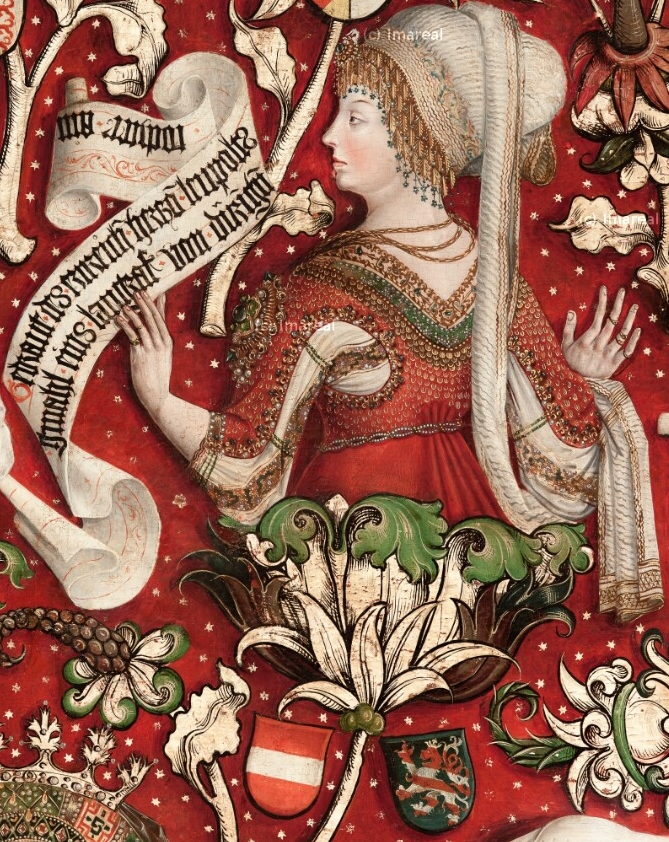
2番目の妃ゲルトルート

1228年の初めにブランデンブルク辺境伯アルブレヒト2世の娘エリーザベト（1206年または1210年 - 1231年夏）と結婚、1238年にオーストリア公フリードリヒ2世の妹ゲルトルート（1210年または1215年 - 1240年または1241年）と再婚、1241年にはブラバント公アンリ2世の娘ベアトリクス（1225年 - 1288年）と再婚している。アンリ2世には、そのほんの少し前に、兄ルートヴィヒ4世とエリーザベトの娘ゾフィーが嫁いでいる。また、ベアトリクスの母マリアはシュタウフェン家のローマ王フィリップの娘である。
上述の通り、いずれの結婚でも子供は得られず、甥のハインリヒ3世を後継者に指名したが、姪のゾフィーはこれを認めず、死後に継承戦争が始まった。